# أوزتورك يلماز
أوزتورك يلماز هو دبلوماسي وسياسي تركي، ولد في 19 سبتمبر 1969 في أرداهان في تركيا. نشط حزبياً في حزب الشعب الجمهوري. وقد انتخب عضو في البرلمان التركي.